# Грб Чеченије
Грб Чеченије је званични симбол једног од субјеката Руске федерације са статусом републике, Чеченије. Грб је званично усвојен 22. јуна 2004. године.

## Опис грба
У опису државног грба се каже:
Основни састав грба прописује фигуративно стилизовано рјешење које одговара националном менталитету и мјесту чеченског народа у савременом свијету. Пуно графичко значење има у саставу грб направљен на основу круга у дводимензионалној равни. Боја рјешења заснована је на четири боје: црвена, жута, плава и неутрална бијела. У унутрашњем дијелу бијелог круга је приказан симбол јединства, вјечности у облику чеченског националног орнамента, украсног црвеног цвијета.
Стилизоване планине, историјски торањ Вајнахи, те нафтни торањ за бушење нафте обојен у плаво. Вијенац од пшенице на плавој позадини симетрично је уоквирио унутрашњост круга, симболизује богатство чеченског народа. На врху грб је крунисан полумјесецом и звијездом, обојен је у жуто на плавој позадини. Спољашњи круг показује образац црвених украса у чеченском националном стилу на жутој позадини.

## Галерија
- Грб Сјевернокавкаског емирата (из 1919)
- Грб Чечено-Ингушке АССР
  (из 1978)
- Грб ЧР Ичкерије
  (из 2000)
- Грб Чеченске Републике 
 (из 2003)